# Самойленко Віктор Миколайович
Віктор Миколайович Самойленко (нар. 25 вересня 1955, Київ) — український географ-геоеколог, доктор географічних наук, кандидат технічних наук, професор Київського національного університету імені Тараса Шевченка.

## Біографія
Народився 25 вересня 1955 року в Києві. Закінчив 1977 року географічний факультет Київського університету. З 2001 року професор кафедри фізичної географії та геоекології географічного факультету. Кандидатська дисертація «Методи гідравлічного моделювання статистичних деформацій піщаних укосів в зоні руйнування хвиль» захищена у 1988 році, докторська дисертація «Методологія і застосування стохастичної екогідрології у постчорнобильський період» захищена у 2000 році. Фундатор новітнього наукового напряму в геоекології — гідроінвайронментології. Основна педагогічна діяльність: інтеграція математично-модельних і геоінформаційних засад підготовки географів. Автор геоінформаційної системи ландшафтно-гідроекологічного районування півночі України, співавтор Міжнародного вебсайту «Екологічний стан Дніпра». Призначався членом Національного Комітету України з МГП ЮНЕСКО / ОГП ВМО, експертом від України в Міжнародну комісію із захисту річки Дунай (ICPDR) та в проектах Програми розвитку ООН (Глобального екологічного фонду). Член ГО («член-кореспондент») «Українська академія наук національного прогресу». Має міжнародний сертифікат за спеціалізацією «Новітній інформаційний менеджмент довкілля».

## Наукові праці
Сфера наукової діяльності: теоретичні і методико-прикладні дослідження в географії, геоекології та гідроекології, зокрема геоінформаційне моделювання динаміки та стійкості геосистем різного типу для їх реабілітації, створення екомереж і оптимізації геоекологічного моніторингу, у тому числі при міжнародному екологічному співробітництві. Автор близько 140 наукових праць, 10 монографій, 6 навчальних посібників. Основні праці:
1. Ймовірнісні математичні методи в геоекології. — К., 2002.
2. Основи геоінформаційних систем. Методологія. — К., 2003.
3. Математичне моделювання в геоекології. — К., 2003.
4. Геоінформаційне моделювання екомережі. — К., 2006.
5. Моделювання урболандшафтних басейнових геосистем. — К., 2007.
6. Географічні інформаційні системи та технології. — К., 2010.